# Campionati europei di bob 1971
I Campionati europei di bob 1971, ottava edizione della manifestazione organizzata dalla Federazione Internazionale di Bob e Skeleton, si sono disputati per il bob a due a Schönau am Königssee, in Germania, sulla pista omonima, e per il bob a quattro a Igls, in Austria, sulla Kunsteisbahn Bob-Rodel Igls, sul vecchio tracciato (non più utilizzato dal 1973, allorché venne costruita la pista odierna) dove si svolsero le gare di slittino e di bob ai Giochi di Innsbruck 1964 e la manifestazione europea del 1967. La località dell'Alta Baviera sita al confine con l'Austria e quella tirolese hanno quindi ospitato le competizioni europee rispettivamente per la prima volta nel bob a due uomini e per la seconda nel bob a quattro.

## Risultati

### Bob a due uomini
La gara si è disputata a Schönau am Königssee il 9-10 Gennaio 1971
|     | Horst Floth Pepi Bader               | Germania Ovest |     |     |
|     | Hans Candrian Peter Schärer          | Svizzera       |     |     |
|     | Wolfgang Zimmerer Peter Utzschneider | Germania Ovest |     |     |
| ... | ...                                  | ...            | ... | ... |

### Bob a quattro
La gara si è disputata a Igls il 16-17 Gennaio 1971
|     | Ion Panțuru Ion Zangor Dumitru Pascu Dumitru Focșeneanu                  | Romania          |     |     |
|     | Wolfgang Zimmerer Stefan Gaisreiter Walter Steinbauer Peter Utzschneider | Germania Ovest-1 |     |     |
|     | Horst Floth Donat Ertel Jan Thölke Pepi Bader                            | Germania Ovest-2 |     |     |
| ... | ...                                                                      | ...              | ... | ... |

## Medagliere
| Pos.   | Paese          | Oro | Argento | Bronzo | Totale |
| ------ | -------------- | --- | ------- | ------ | ------ |
| 1      | Germania Ovest | 1   | 1       | 2      | 4      |
| 2      | Romania        | 1   | 0       | 0      | 1      |
| 3      | Svizzera       | 0   | 1       | 0      | 1      |
| Totale | Totale         | 2   | 2       | 2      | 6      |